# Rund um den Henninger-Turm 1967
Il Rund um den Henninger-Turm 1967, sesta edizione della corsa, si svolse il 16 aprile su un percorso di 227 km, con partenza e arrivo a Francoforte sul Meno. Fu vinto dal belga Daniel Van Ryckeghem della squadra Mann-Grundig davanti ai suoi connazionali Willy Planckaert e Georges Vanconingsloo.

## Ordine d'arrivo (Top 10)
| Pos. | Corridore              | Squadra                  | Tempo    |
| ---- | ---------------------- | ------------------------ | -------- |
| 1    | Daniel Van Ryckeghem   | Mann-Grundig             | 5h55'35" |
| 2    | Willy Planckaert       | Romeo-Smiths-Plume Sport | s.t.     |
| 3    | Georges Vanconingsloo  | Pelforth-Sauvage-Lejeune | s.t.     |
| 4    | Dino Zandegù           | Salvarani                | s.t.     |
| 5    | Ward Sels              | Flandria-De Clercq       | s.t.     |
| 6    | Adriano Durante        | Salvarani                | s.t.     |
| 7    | Eddy Merckx            | Peugeot-BP-Michelin      | s.t.     |
| 8    | Herman Van Springel    | Mann-Grundig             | s.t.     |
| 9    | Georges Van Den Berghe | Romeo-Smiths-Plume Sport | s.t.     |
| 10   | Noël De Pauw           | Mann-Grundig             | s.t.     |